# Іван Фреснеда
Іван Фреснеда (ісп. Iván Fresneda; нар. 28 вересня 2004, Мадрид) — іспанський футболіст, захисник португальського клубу «Спортінг». Виступав також за клуб «Реал Вальядолід». Чемпіон Португалії.

## Клубна кар'єра
Іван Фреснеда народився 2004 року в місті Мадрид. Займався в юнацьких командах футбольних клубів «Реал Мадрид», «Леганес» та «Реал Вальядолід». У 2021 році футболіст розпочав грати за другу команду клубу «Реал Вальядолід», а в 2022 році став грати в основній команді клубу «Реал Вальядолід», де був одним із основних гравців захисту команди.
З 2023 року Іван Фреснеда грає у складі португальського клубу «Спортінг». У складі лісабонського клубу в сезоні 2023—2024 років став чемпіоном Португалії. Станом на листопад 2024 року відіграв за лісабонський клуб 8 матчів у чемпіонаті.

## Виступи за збірні
2022 року дебютував у складі юнацької збірної Іспанії, загалом на юнацькому рівні взяв участь у 8 іграх.

## Титули і досягнення
- Чемпіон Португалії (2):

«Спортінг»: 2023–2024, 2024–2025
- Володар Кубка Португалії (1):

«Спортінг»: 2024–25